# Saint-Genest-de-Contest
Saint-Genest-de-Contest is een gemeente in het Franse departement Tarn (regio Occitanie) en telt 265 inwoners (1999). De plaats maakt deel uit van het arrondissement Castres.

## Geografie
De oppervlakte van Saint-Genest-de-Contest bedraagt 14,0 km², de bevolkingsdichtheid is 18,9 inwoners per km².
De onderstaande kaart toont de ligging van Saint-Genest-de-Contest met de belangrijkste infrastructuur en aangrenzende gemeenten.

## Demografie
Onderstaande figuur toont het verloop van het inwonertal (bron: INSEE-tellingen).